# Докембрійська залізорудна провінція України
Докембрі́йська залізору́дна прові́нція в Україні охоплює Криворізький залізорудний басейн, Кременчуцький, Білозерський залізорудні райони та Приазовську залізорудну область. Провінція приурочена до метаморфічних утворень Українського щита і формувалася в археї та ранньому протерозої. Залізні руди представлені тут переважно двома генетичними групами: метаморфічною і гіпергенною (поверхневою). До першої групи належать залізисті кварцити (тонке перешарування кварциту з гематитом чи магнетитом), магнетитові руди, до другої — залізні руди мартитового та гематитового складу, утворені переважно в глибинних зонах окиснення або, частково, під час формування кори вивітрювання.